# God Shammgod
God Shammgod (conocido anteriormente como Shammgod Wells; Nueva York, 29 de abril de 1976) es un exjugador y entrenadorde baloncesto estadounidense que disputó una temporada en la NBA, además de jugar en diversas ligas europeas, asiáticas y de oriente medio, así como en ligas menores de su país. Con 1,83 metros de estatura, lo hacía en la posición de base. Desde 2019 ejerce como entrenador asistente de los Dallas Mavericks.

## Trayectoria deportiva

### Universidad
Jugó durante dos temporadas con los Friars del Providence College, en las que promedió 10,3 puntos, 6,6 asistencias y 2,0 rebotes por partido En su última temporada fue el mejor pasador de la Big East Conference.

### Profesional
Fue elegido en la cuadragésimo quinta posición del Draft de la NBA de 1997 por Washington Wizards, con los que disputó una temporada en la que promedió 3,1 puntos y 1,8 asistencias por partido.
Tras pasar una temporada en blanco, en febrero de 1999 fue despedido por los Wizards, iniciando un periplo que le llevaría a jugar a países como Polonia, Arabia Saudí, China, donde coincidió en los Shanxi Yujun con Stephon Marbury, Kuwait, Croacia y en las ligas menores USBL y la IBL de su país.

## Estadísticas de su carrera en la NBA

### Temporada regular
| Temporada | Edad | Equipo             | Liga | Pos. | P  | TIT | MIN | TC  | TCA | %TC  | 3P  | 3PA | %3P  | 2P  | 2PA | %2P  | TL  | TLA | %TL  | R.OF. | R.DEF. | REB | ASIS | ROB | TAP | PER | FP  | PTS |
| 1997-98   | 21   | Washington Wizards | NBA  | PG   | 20 | 0   | 7.3 | 1.0 | 2.9 | .328 | 0.0 | 0.1 | .000 | 1.0 | 2.8 | .339 | 1.2 | 1.5 | .767 | 0.1   | 0.3    | 0.4 | 1.8  | 0.4 | 0.1 | 1.1 | 1.4 | 3.1 |
| Total     |      |                    | NBA  |      | 20 | 0   | 7.3 | 1.0 | 2.9 | .328 | 0.0 | 0.1 | .000 | 1.0 | 2.8 | .339 | 1.2 | 1.5 | .767 | 0.1   | 0.3    | 0.4 | 1.8  | 0.4 | 0.1 | 1.1 | 1.4 | 3.1 |